# DBM (컴퓨팅)
DBM은 컴퓨팅에서 데이터에 대한 고속의 단일 키 접근을 제공하는 라이브러리이자 파일 포맷이다.

## 역사
오리지널 dbm 라이브러리와 파일 포맷은 단순한 데이터베이스 엔진이었으며 켐 톰프슨에 의해 개발되었고 1979년 AT&T에 의해 공개되었다. 이 3 문자는 DataBase Manager에서 비롯된 것이다.

## 구현체
오리지널 AT&T dbm 라이브러리는 여러 구현체로 대체되었다. 그 예로 다음과 같다:
- ndbm ("new dbm")
- gdbm ("GNU dbm")[4]
- sdbm ("small dbm")[5][6]
- 버클리 DB
- Tokyo Cabinet and Kyoto Cabinet[7]

## 같이 보기
- 임베디드 데이터베이스
- 색인 순차 접근 방식
- NoSQL
- 세마포어